# Tata Open India International Challenge 2019
Die Tata Open India International Challenge 2019 im Badminton fand vom 20. bis zum 24. November 2019 in Mumbai im Cricket Club of India (CCI) im Brabourne Stadium in der Dinshow Vachha Road in Churchgate statt.

## Sieger und Platzierte
| Disziplin    | Gold                            | Silber                                      | Bronze                                     |
| ------------ | ------------------------------- | ------------------------------------------- | ------------------------------------------ |
| Herreneinzel | Sheng Xiaodong                  | Kaushal Dharmamer                           | Kantawat Leelavechabutr                    |
| Herreneinzel | Sheng Xiaodong                  | Kaushal Dharmamer                           | Adulrach Namkul                            |
| Dameneinzel  | Porntip Buranaprasertsuk        | Benyapa Aimsaard                            | Aakarshi Kashyap                           |
| Dameneinzel  | Porntip Buranaprasertsuk        | Benyapa Aimsaard                            | Thet Htar Thuzar                           |
| Herrendoppel | Manu Attri B. Sumeeth Reddy     | Chaloempon Charoenkitamorn Kittisak Namdash | Chen Tang Jie Choong Hon Jian              |
| Herrendoppel | Manu Attri B. Sumeeth Reddy     | Chaloempon Charoenkitamorn Kittisak Namdash | Supak Jomkoh Pakin Kuna-Anuvit             |
| Damendoppel  | Pearly Tan Thinaah Muralitharan | Teoh Mei Xing Yap Ling                      | Ekaterina Bolotova Alina Davletova         |
| Damendoppel  | Pearly Tan Thinaah Muralitharan | Teoh Mei Xing Yap Ling                      | Chasinee Korepap Kwanchanok Sudjaipraparat |
| Mixed        | Hoo Pang Ron Cheah Yee See      | Chia Wei Jie Pearly Tan                     | Rodion Alimov Alina Davletova              |
| Mixed        | Hoo Pang Ron Cheah Yee See      | Chia Wei Jie Pearly Tan                     | M. R. Arjun Maneesha Kukkapalli            |